# Cshangsin állomás
Cshangsin (Changsin) állomás föld alatti metróállomás a szöuli metró 6-os vonalán Csongno-ku (Jongno-gu) kerületben. Nevét Cshangsin-tong (Changsin-dong)ról kapta, ahol található.

## Viszonylatok
| 6-os vonal                            | 6-os vonal | 6-os vonal                        |
| ------------------------------------- | ---------- | --------------------------------- |
| Tongmjo (Dongmyo) Ungam (Eungam) felé | 6-os vonal | Pomun (Bomun) Sinne (Sinnae) felé |